# 小行星5167
小行星5167（英語：5167 Joeharms）是一颗围绕太阳公转的小行星。1985年4月11日，卡罗琳·舒梅克、尤金·舒梅克在帕洛马山发现了此天体。
这颗小行星的绝对星等为272.82031等。